# Norm McAtee
Norm Joseph McAtee (Stratford, 28 giugno 1921 – 25 agosto 2010) è stato un hockeista su ghiaccio e allenatore di hockey su ghiaccio canadese che ha giocato, nella stagione 1946-1947, in National Hockey League con la maglia dei Boston Bruins.

## Carriera
Lui e suo fratello Jud giocarono insieme nel campionato giovanile con gli Oshawa Generals nelle stagioni 1938-39, 1939-40 e 1940-41, in cui proprio i Generals dominarono l'Ontario Hockey League. Alla fine della stagione del 1941, Norm si unì a suo fratello firmando come free agent con i Detroit Red Wings nella NHL. Tuttavia Norm diventò un ufficiale d'aviazione nella Royal Canadian Air Force, lasciando l'hockey nel 1942 fino alla conclusione della seconda guerra mondiale. Dopo il suo congedo nel 1945, entrò con suo fratello nell'orbita dei Red Wings prima che i due fossero venduti ai Chicago Blackhawks in cambio di Doug McCaig nel dicembre del 1945. Appena un mese dopo Chicago lo vendette ai Boston Bruins per Bill Jennings, e Norm giocò per i Bruins per tredici partite, registrando un assist. Dopo di ciò, Norm concluse la sua carriera nelle leghe minori, finendo come coach dei giocatori nei Troy Bruins a Troy (Ohio) nel 1951-54.
Dopo il suo ritiro dall'hockey, McAtee visse a Troy, diventando arbitro nella International Hockey League e un commentatore per le partite dei Dayton Gems. Lavorò anche per l'industria Sherwin-Williams prima del suo ritiro nel 1984.

## Statistiche
Statistiche aggiornate al 15 luglio 2011.

### Club
| Stagione  | Squadra               | Stagione regolare | Stagione regolare | Stagione regolare | Stagione regolare | Stagione regolare | Stagione regolare | Playoff | Playoff | Playoff | Playoff | Playoff |
| Stagione  | Squadra               | Lega              | P                 | G                 | A                 | Pt                | PIM               | P       | G       | A       | Pt      | PIM     |
| --------- | --------------------- | ----------------- | ----------------- | ----------------- | ----------------- | ----------------- | ----------------- | ------- | ------- | ------- | ------- | ------- |
| 1936-1937 | Stratford Miners      | OHA-B             | 5                 | 3                 | 2                 | 5                 | 0                 |         |         |         |         |         |
| 1937-1938 | Stratford Midgets     | OHA-Jr.           | 14                | 9                 | 8                 | 17                | 6                 | 7       | 2       | 1       | 3       | 0       |
| 1938-1939 | Oshawa Generals       | OHA-Jr.           | 13                | 6                 | 4                 | 10                | 0                 | 7       | 4       | 1       | 5       | 5       |
| 1938-1939 | Oshawa Generals       | M-Cup             |                   |                   |                   |                   |                   | 7       | 4       | 1       | 5       | 5       |
| 1939-1940 | Oshawa Generals       | OHA-Jr.           | 18                | 17                | 18                | 35                | 9                 | 15      | 2       | 18      | 20      | 15      |
| 1939-1940 | Oshawa Generals       | M-Cup             |                   |                   |                   |                   |                   | 9       | 6       | 7       | 13      | 0       |
| 1940-1941 | Oshawa Generals       | OHA-Jr.           | 14                | 15                | 12                | 27                | 2                 | 10      | 10      | 9       | 19      | 2       |
| 1940-1941 | Oshawa Generals       | M-Cup             |                   |                   |                   |                   |                   | 5       | 4       | 2       | 6       | 2       |
| 1941-1942 | Philadelphia Ramblers | AHL               | 30                | 9                 | 15                | 24                | 6                 |         |         |         |         |         |
| 1941-1942 | Omaha Knights         | AHA               | 24                | 1                 | 5                 | 6                 | 2                 | 8       | 0       | 0       | 0       | 0       |
| 1942-1943 | Toronto RCAF          | OHA-Sr.           | 2                 | 0                 | 1                 | 1                 | 5                 | 9       | 7       | 5       | 12      | 10      |
| 1942-1943 | Toronto RCAF          | Al-Cup            |                   |                   |                   |                   |                   | 4       | 3       | 0       | 3       | 7       |
| 1943-1944 | Brantford RCAF        | OHA-Sr.           |                   |                   |                   |                   |                   |         |         |         |         |         |
| 1945-1946 | Indianapolis Capitols | AHL               | 30                | 5                 | 8                 | 13                | 9                 |         |         |         |         |         |
| 1945-1946 | St. Louis Flyers      | AHL               | 17                | 3                 | 6                 | 9                 | 4                 |         |         |         |         |         |
| 1945-1946 | Hershey Bears         | AHL               | 14                | 4                 | 12                | 16                | 4                 |         |         |         |         |         |
| 1946-1947 | Boston Bruins         | NHL               | 13                | 0                 | 1                 | 1                 | 0                 |         |         |         |         |         |
| 1946-1947 | Hershey Bears         | AHL               | 40                | 5                 | 7                 | 12                | 2                 | 2       | 0       | 0       | 0       | 0       |
| 1947-1948 | Hershey Bears         | AHL               | 9                 | 0                 | 2                 | 2                 | 0                 |         |         |         |         |         |
| 1947-1948 | Tulsa Oilers          | USHL              | 57                | 14                | 20                | 34                | 9                 | 2       | 0       | 0       | 0       | 0       |
| 1948-1949 | Washington Lions      | AHL               | 64                | 14                | 28                | 42                | 13                |         |         |         |         |         |
| 1949-1950 | Sherbrooke Saints     | QSHL              | 36                | 15                | 16                | 31                | 10                | 12      | 10      | 8       | 18      | 2       |
| 1949-1950 | Sherbrooke Saints     | Al-Cup            |                   |                   |                   |                   |                   | 10      | 6       | 8       | 14      | 6       |
| 1950-1951 | Sherbrooke Saints     | QSHL              | 50                | 15                | 30                | 45                | 12                | 5       | 1       | 3       | 4       | 2       |
| 1951-1952 | Troy Bruins           | IHL               | 33                | 11                | 17                | 28                | 29                | 7       | 0       | 4       | 4       | 4       |
| 1952-1953 | Troy Bruins           | IHL               | 59                | 29                | 35                | 64                | 15                | 6       | 1       | 3       | 4       | 2       |
| 1953-1954 | Troy Bruins           | IHL               | 62                | 20                | 48                | 68                | 22                | 3       | 0       | 2       | 2       | 0       |

## Palmarès

### Club
- Ontario Hockey League: 3

Oshawa: 1938-1939, 1939-1940, 1940-1941
- Calder Cup: 1

Hershey: 1946-1947
- Quebec Senior Hockey League: 1

Sherbrooke: 1949-1950